# Cesar Maia
Cesar Epitácio Maia GCIH • ComMM (Río de Janeiro, 18 de junio de 1945) es un economista y político brasileño, afiliado al Partido Social Democrático (PSD). Fue alcalde de Río de Janeiro en dos oportunidades siendo una de las personas que más tiempo ocupó ese cargo, junto con Eduardo Paes, sumando un total de 12 años de gestión.
Es padre de los gemelos Daniela Maia y Rodrigo Maia, este último diputado federal, expresidente nacional de Demócratas y expresidente de la Cámara de Diputados de Brasil. Es también primo del político y exsenador José Agripino Maia.
Cesar Maia fue candidato a presidente de Brasil por el partido Demócratas (DEM) para las elecciones generales del 2006 y del 2010. En el 2006, renunció a la precandidatura. En el 2010, fue elegido por la coalición PV, PSDB, PPS y DEM como candidato al Senado Federal. En el 2012 y 2016, fue elegido como concejal de Río de Janeiro por el DEM. En el 2014 volvió a ser candidato al senado pero no fue elegido. En el 2016, fue el tercer concejal más votado de Río de Janeiro.
En las elecciones de 2018, Cesar Maia fue candidato a senador por el estado de Río de Janeiro por los Demócratas (DEM). La candidatura fue anunciado en la convención estadual del DEM, realizada el 29 de julio de 2018 en un hotel en Barra da Tijuca. En ese mismo evento, el también exalcalde carioca Eduardo Paes fue confirmado como candidato del partido al gobierno del estado de Río de Janeiro. En las elecciones, Maia obtuvo 2 327 634 votos (16,67% del total de votos válidos), no siendo elegido al cargo.